# Kecamatan Labuhan Badas
Kecamatan Labuhan Badas är ett distrikt i Indonesien.   Det ligger i provinsen Nusa Tenggara Barat, i den sydvästra delen av landet, 1 200 km öster om huvudstaden Jakarta.